# Julija Wasiljewa
Julija Olegowna Wasiljewa (ros. Юлия Олеговна Васильева; ur. 6 września 1978 w Moskwie) – rosyjska pływaczka synchroniczna, mistrzyni olimpijska z Sydney, mistrzyni Europy.
W 2000 wzięła udział w letnich igrzyskach olimpijskich w Sydney, w ramach których wystąpiła jedynie w rywalizacji drużyn. W tej konkurencji Rosjance udało się wywalczyć złoty medal dzięki rezultatowi 99,146 pkt. W latach 1999–2000 na mistrzostwach Europy (Stambuł, Helsinki) wywalczyła dwa złote medale.